# AMC Gremlin
El AMC Gremlin es un automóvil del segmento B que fue fabricado por American Motors Corporation entre 1970 y 1978, habiéndose construido durante ese tiempo un total de 671.475 unidades en Estados Unidos y Canadá. El AMC Gremlin se convirtió con esa cifra en el vehículo más vendido de AMC desde el Rambler Classic.
Comparado con sus competidores, AMC redujo los gastos en desarrollo y fabricación adaptando la base del compacto AMC Hornet con una novedosa parte trasera, que lo convirtió en el primer subcompacto de fabricación norteamericana.
El AMC Gremlin fue presentado el 1 de abril de 1970, compitiendo con el Chevrolet Vega y el Ford Pinto (presentados seis meses después), y también con automóviles de importación, como por ejemplo el Volkswagen Escarabajo.

## Historia

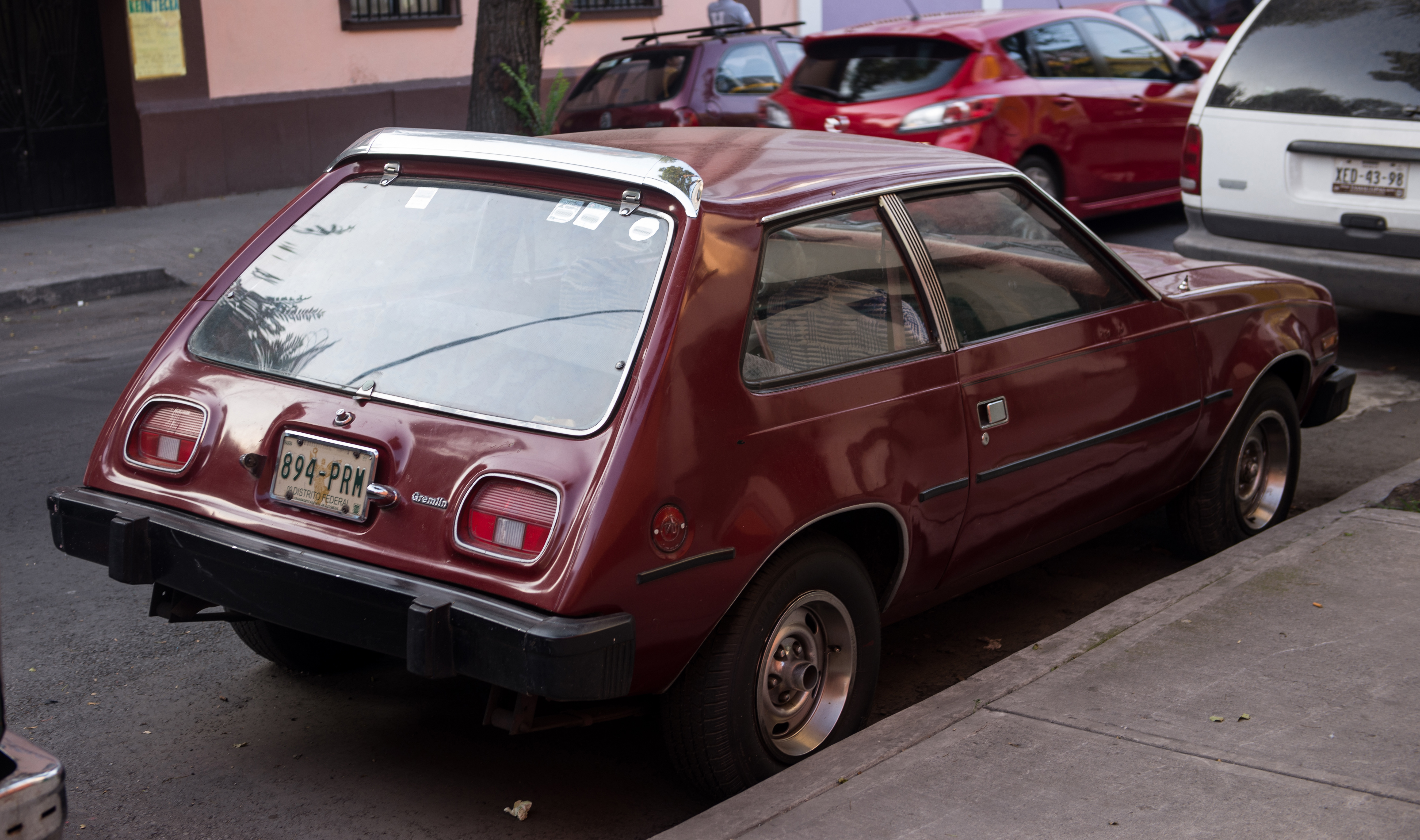
Gremlin en México

A finales de los años 60, los ejecutivos de AMC sabían que tanto Ford como General Motors proyectaban lanzar vehículos subcompactos para 1971. Sin embargo, American Motors no tenía recursos como para plantarles cara con un diseño completamente nuevo. Tras una primera prueba, de la que nació el AMC AMX, vehículo biplaza creado al cortar el tercer volumen de un AMC Javelin, se decidió que el nuevo subcompacto de AMC estaría basado en el AMC Rambler, como el Rebel y el Ambassador. Para ello se trabajó en la reducción del chasis del Rambler, consiguiendo unas dimensiones totales, ligeramente superiores a las del Volkswagen Escarabajo, pero inferiores a las del Chevrolet Vega y las del Ford Pinto.

## Prestaciones

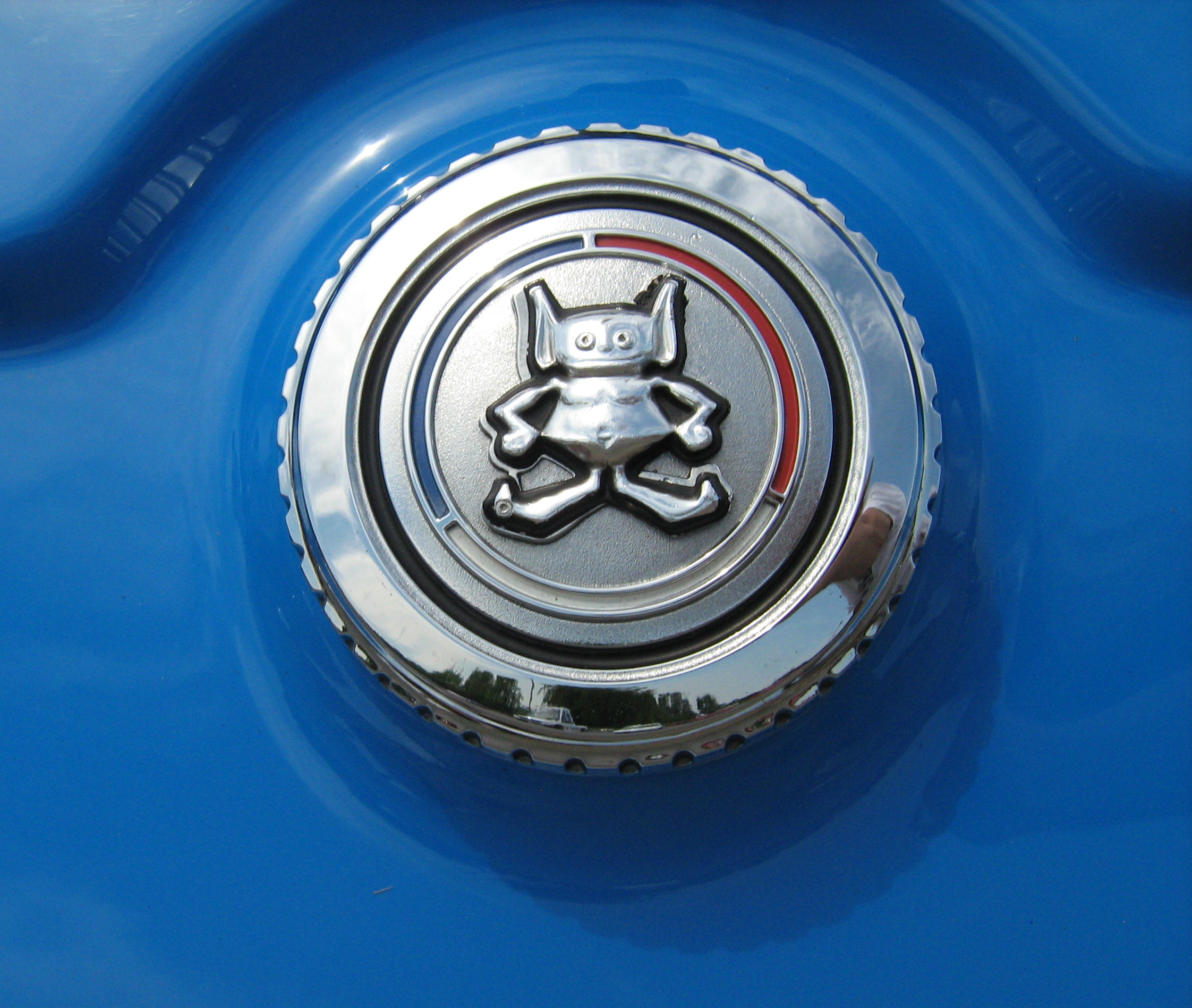
Logotipo del tapón del depósito

En su época, las prestaciones del AMC Gremlin eran bastante superiores a las de sus competidores. La prueba llevada a cabo por Motor Trend, consiguió con el Gremlin una marca de 12,6 segundos en el 0-100 km/h (62 millas por hora), cuando tanto el Ford Pinto como el Volkswagen Escarabajo tardaban más de 18 segundos.
El AMC Gremlin no consumía demasiado según los criterios del mercado norteamericano (poco más de 8 l/100 km de media). Sin embargo, estas cifras no rivalizaban con las del Volkswagen Escarabajo, que homologaba casi dos litros menos de media.
Pese a que su diseño condicionaba un reparto de pesos bastante poco favorable, la prensa especializada dio al AMC Gremlin su visto bueno, considerando que era un vehículo rápido, fácil de conducir y con una excelente relación entre prestaciones, precio y consumo.

## Gremlins experimentales
El Gremlin fue un «conejillo de pruebas»  muy popular en su época en las universidades norteamericanas, que experimentaron en él numerosos motores alternativos, alimentados por gas natural, hidrógeno o electricidad.